# Confuga persephone
Confuga persephone är en insektsart som beskrevs av Ronald Gordon Fennah 1975. Confuga persephone ingår i släktet Confuga och familjen kilstritar. Inga underarter finns listade i Catalogue of Life.